# بولنيزيا
بولينيزيا هي مجموعة كبيرة لأكثر من 1000 جزيرة مبعثرة في المحيط الهادي المركزي والجنوبي. ، ابتكر التعبير «بولنيزيا» من قبل شارل ديبروس في 1756، ليشير إلى كل جزر
المحيط الهادي. واقتراح جول دومون دو أورفيل في محاضرة عام 1831 للمجتمع الجغرافي لباريس تقييد استعماله، واقترح استخدام التعبيرين ماكرونيزيا وميلانيسيا أيضاً.
جغرافياً، توصف بولنيزيا كمثلث بزواياه في جزر الهاواي، ونيوزيلندا، وجزيرة عيد الفصح. ومجموعات الجزر الرئيسية الأخرى التي تقع ضمن المثلث البولينيزي هي: ساموا وتونغا. هناك مجموعة جزيرة بولينيزية خارج هذا المثلث الكبير وهي توفالو. وهناك جيوب بولينيزية خارجية صغيرة أيضاً في جزر سليمان وفي فانواتو.

## التاريخ

### الأصول والتوسع
يعتبر الشعب البولينيزي، من خلال الأدلة اللغوية والأثرية والجينية البشرية، مجموعة فرعية من الشعب الأسترونيزي.
بين حوالي 3000 و 1000 قبل الميلاد، بدأ متحدثو اللغات الأسترونيزية بالانتشار من تايوان إلى جنوب شرق آسيا.
هناك ثلاث نظريات تتعلق بانتشار البشر عبر المحيط الهادئ إلى بولينيزيا. تم توضيحها جيدًا بواسطة (Kayser et al. (2000  وهي كالتالي:
- توسع حديث (3000-1000 قبل الميلاد) خارج تايوان، عبر الفلبين وشرق إندونيسيا ومن الشمال الغربي لغينيا الجديدة، إلى جزر ميلانيزيا بحلول 1400 قبل الميلاد تقريبًا، وصولاً إلى غرب الجزر البولينيزية حوالي 900 قبل الميلاد. وهذه النظرية مدعومة بمعظم البيانات الجينية واللغوية والأثرية الحالية.
- يؤكد على التاريخ الطويل للتفاعلات الثقافية والوراثية للمتحدثين الأسترونيزيين مع سكان الأصليين في جنوب شرق آسيا والميلانيزيين ليصبحوا أول بولينيزيين.
- مشابه لنموذج الأول ولكن مع فجوة أطول في ميلانيزيا جنبًا إلى جنب مع الاختلاط - وراثيًا وثقافيًا ولغويًا - مع السكان المحليين.[9]

### الاكتشاف
كان أول الأوروبيين الذين استكشفوا الأرخبيل البولينيزي المستكشف الإنجليزي صموئيل واليس عام 1767، والفرنسي لويس أنطوان دي بوغانفيل عام 1768، وجيمس كوك عام 1769. كان الغزاة الأوروبيون والأمريكيون يبحثون عن طرق تجارية جديدة للجلود والأخشاب الثمينة وما شابه. وأظهروا القليل من الاحترام أو الاهتمام بالتعرف على الثقافة البولينيزية التي تعود إلى آلاف السنين والحفاظ عليها. ولقد جلبوا أيضًا أمراضًا معدية لم تكن معروفة من قبل في المنطقة والتي لم يكن لدى البولينيزيين دفاع مناعي ضدها. فوقع جزء كبير من السكان ضحية لهذه الأمراض.
سرعان ما جاء المبشرون المسيحيون الأوائل إلى بولينيزيا. خاضوا في العديد من الجزر معركة شرسة ضد المعتقدات الثقافية والدينية الموروثة. وفي العديد من الأماكن تحالفوا مع العائلات الحاكمة، ودمروا المعابد وأوقفوا ممارسة طقوس السكان الأصليين والرقصات والهتافات.

وبعد ذلك بوقت قصير، حدثت أولى الاضطرابات السياسية، حيث أدركت الدول البحرية الرائدة في أوروبا، والولايات المتحدة، الضعف العسكري لشعوب المنطقة وبدأت في ضم جزيرة بعد جزيرة ودمجها في إمبراطورياتها الاستعمارية. وكانت تونغا الدولة البولينيزية الوحيدة التي لم تكن مستعمرة أبدًا.

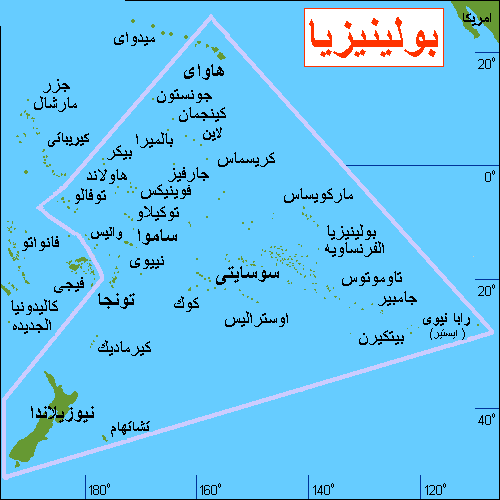
بولينيسيا

## الجغرافيا

### الجيولوجيا
تتميز بولينيزيا بمساحة صغيرة من الأرض موزعة على جزء كبير جدًا من وسط وجنوب المحيط الهادئ. ومعظم الجزر البولينيزية، بما في ذلك جزر هاواي وساموا تتكون من الجزر البركانية. وأما نيوزيلندا، جزيرة نورفولك، أوفيا، هي أجزاء طافية من القارة الغارقة زيلانديا.

### الجغرافيا
تُعرَّف بولينيزيا عمومًا على أنها الجزر الواقعة داخل المثلث البولينيزي، وعلى الرغم من أن بعض الجزر التي يسكنها البولينيزيون تقع خارج المثلث البولينيزي. وهي تغطي مساحة بحرية تبلغ حوالي 50 مليون كيلومتر مربع. وتبلغ مساحة جزر بولينيزيا الإجمالية حوالي 294000 كيلومتر مربع، ونيوزيلندا وحدها تبلغ 270.534 كيلومتر مربع.

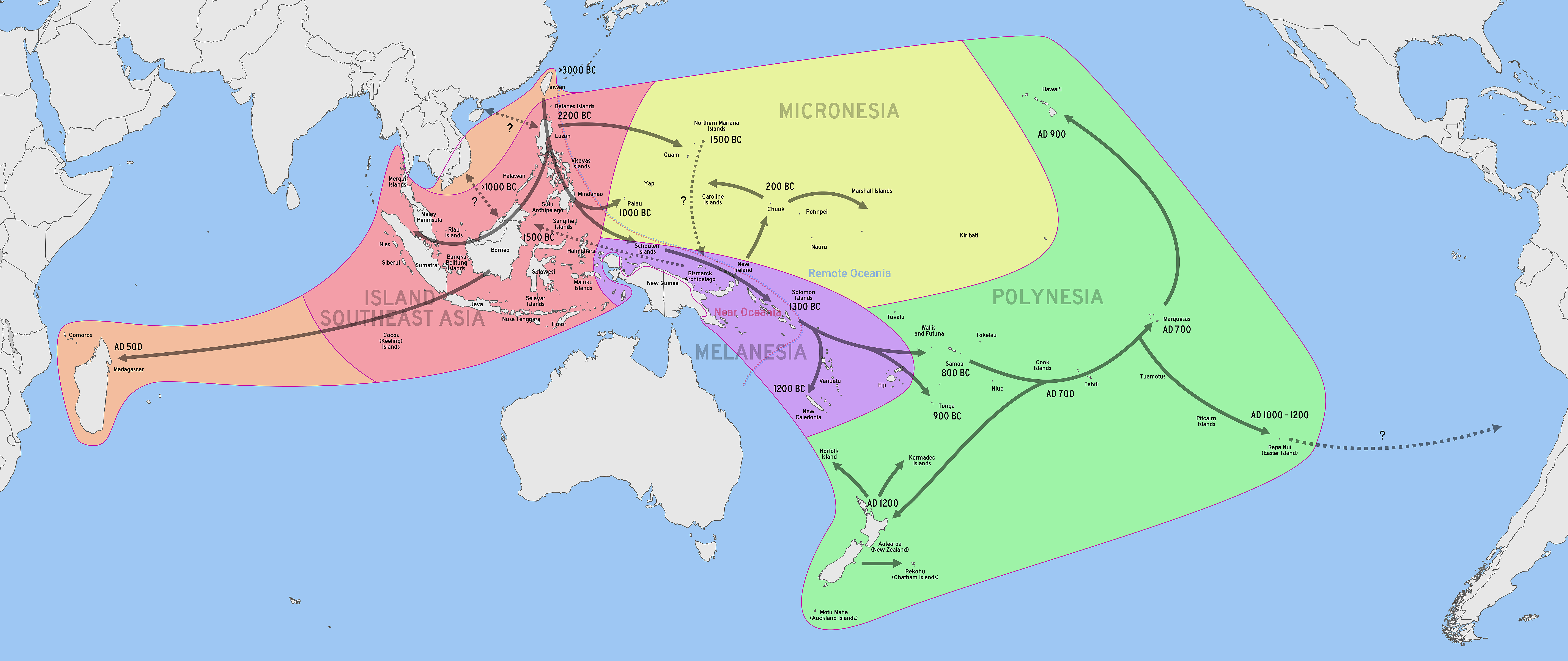
هجرات الشعوب لأسترونيزية ويظهر الفرع البولينيزي بالون الأخضر

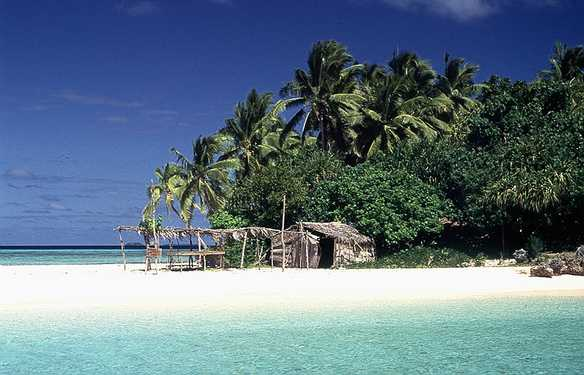
جزيرة نوكو، تونغا

جغرافيا، يتشكل المثلث البولينيزي من خلال ربط نقاط من هاواي، نيوزيلندا، جزيرة الفصح. ومجموعات الجزر الرئيسية التي تقع ضمن المثلث البولينيزي: ساموا، تونغا، جزر كوك، توفالو، توكيلاو، نييوي، واليس وفوتونا وبولينيزيا الفرنسية.
أيضا، والمستوطنات البولينيزية الصغيرة في بابوا غينيا الجديدة، جزر سليمان، جزر كارولين وفانواتو. وجزيرة ذات سمات ثقافية بولينيزية قوية تقع خارج هذا المثلث وهي روتوما، الواقعة شمال فيجي. ويتمتع سكان روتوما بالعديد من السمات البولينيزية الشائعة، لكنهم يتحدثون لغة غير بولينيزية. وتتمتع بعض جزر لاو الواقعة إلى الجنوب الشرقي من فيجي بروابط تاريخية وثقافية قوية مع تونغا. ومع ذلك، في جوهرها، تظل بولينيزيا مصطلحًا ثقافيًا يشير إلى أحد الأجزاء الثلاثة لأوقيانوسيا.

### مجموعات الجزر
فيما يلي مجموعات الجزر، سواء كانت دولا أو أقاليم ما وراء البحار تابعة للقوى الاستعمارية السابقة، والتي تنتمي إلى ثقافة بولينيزية أصلية أو حيث تشير الأدلة الأثرية إلى الاستيطان البولينيزي في الماضي. وتقع بعض الجزر ذات الأصل البولينيزي خارج المثلث العام الذي يحدد المنطقة جغرافيًا.

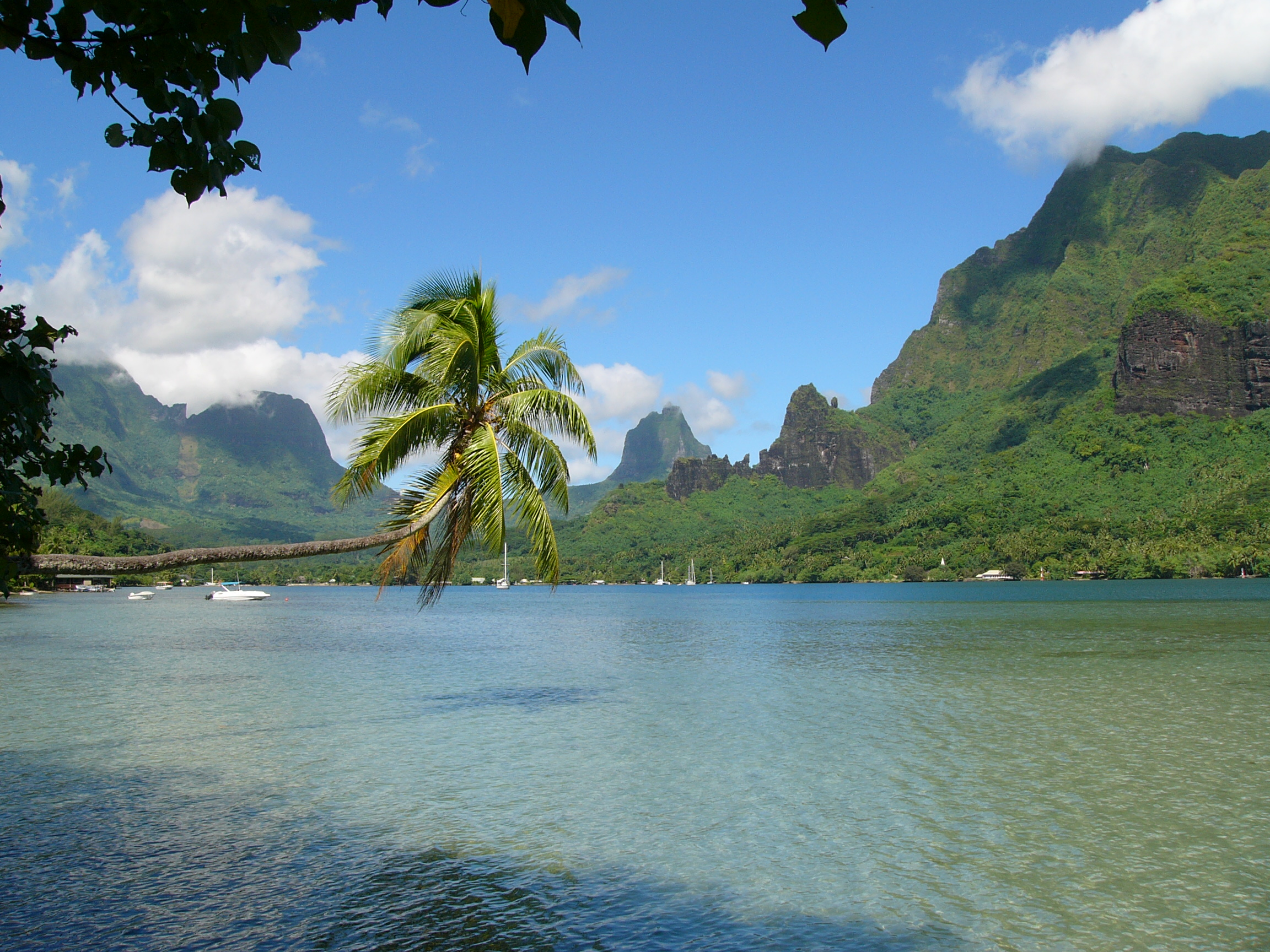
خليج كوك، بولنيزيا الفرنسية

| البلد أو التبعية  | ملاحظات                            |
| ----------------- | ---------------------------------- |
| ساموا الأمريكية   | إقليم غير مدمج في الولايات المتحدة |
| جزر كوك           | دولة مرتبطة مع نيوزيلندا           |
| جزيرة القيامة     | مقاطعة في تشيلي                    |
| بولنيزيا الفرنسية | اقليم ما                           |
| هاواي             | ولاية أمريكية                      |
| نيوزيلندا         | دولة مستقلة                        |
| نييوي             | دولة مرتبطة مع نيوزيلندا           |
| جزيرة نورفولك     | إقليم من أستراليا                  |
| جزر بيتكيرن       | إقليم ما وراء البحار البريطاني     |
| ساموا             | دولة مستقلة                        |
| توكيلاو           | التبعية لنيوزيلندا                 |
| تونغا             | دولة مستقلة                        |
| توفالو            | دولة مستقلة                        |
| واليس وفوتونا     | فرنسا                              |
| روتوما            | التبعية لفيجي                      |

### ميلانيزيا
- أنوتا (جزر سليمان)
- جزيرة بيلونا (جزر سليمان)
- إيماي (فانواتو)
- ميلي (فانواتو )
- نوغوريا (بابوا غينيا الجديدة )
- نوكومانو (بابوا غينيا الجديدة)
- أونتونج جافا (جزر سليمان)
- بيليني (جزر سليمان)
- رينيل (جزر سليمان)
- سيكيانا (جزر سليمان)
- تاكو (بابوا غينيا الجديدة)
- تيكوبيا (جزر سليمان)

### ميكرونيزيا
- كابينغامارانجي (ولايات ميكرونيزيا المتحدة)
- نوكورو (ولايات ميكرونيزيا المتحدة)

### أنتاركتيكا
- جزر أوكلاند[11][12][13][14]

## السكان
يقدر إجمالي عدد سكان بولينيزيا بحوالي ستة ملايين شخص اليوم، بما في ذلك ما يقرب من مليون بولينيزيا. باستثناء نيوزيلندا وهاواي، ظاهريًا، يختلف البونيليزيون عن بقية المحيطين بهم في أنه أفتح في لون البشرة، وفي سياق الاستعمار الواسع لمنطقة البحر البولينيزي من قبل القوى الأوروبية والولايات المتحدة الأمريكية في القرن التاسع عشر وبداية القرن العشرين، كانت هناك هجرة جماعية للمستوطنين الأجانب والعمال المهاجرين والعبيد من العديد من البلدان. وأدى هذا إلى صورة مختلطة للتكوين العرقي لسكان بولينيزيا اليوم.
في بعض الجزر، تكون نسبة السكان من أصل بولينيزي صغير للغاية على سبيل المثال في هاواي يبلغ عدد السكان البولينيزين 6.5٪ فقط، بينما في مجموعات الجزر الأخرى لا يزال البولينيزيون يمثلون الأغلبية المطلقة مثل تونغا، حيث 98٪ من السكان من أصول بولينيزية. وتعود جذور معظم السكان الأجانب إلى آسيا ( الصين، اليابان، الهند، الفلبين)، يليهم سكان من أصول أوروبية وأمريكية.

### التنمية الاجتماعية والثقافية للسكان
نظرًا لأن المثلث البولينيزي يمتد على مساحة بحرية كبيرة جدًا، حيث يفصل بين العديد من الأرخبيلات المختلفة آلاف الكيلومترات، لم يكن هناك أبدًا تطور اجتماعي أو سياسي موحد في جزر بولينيزيا. وبعد وصول الأوروبيين في أواخر القرنين الثامن عشر والتاسع عشر والاستعمار اللاحق للمنطقة، أصبحت هذه الاختلافات في التنمية السياسية والاقتصادية للمنطقة أكثر تمايزًا.
اليوم، بالإضافة إلى المناطق المتطورة اقتصاديًا وسياسيًا، والتي تنطبق فيها المعايير الغربية على كل من التعليم والثقافة، هناك أيضًا أرخبيل يواصل سكانه ممارسة الممارسات الاقتصادية والاجتماعية التي كانت تُستخدم أساسًا في المنطقة منذ آلاف السنين. ولا تزال هناك مناطق تابعة للمستعمرات الأوروبية والأمريكية السابقة، والتي تُمنح الآن وضعًا مطورًا كأقاليم ما وراء البحار أو دول فيدرالية، جنبًا إلى جنب مع الممالك الصغيرة المستقلة والدول المستقلة الصغيرة التي تُدار ديمقراطياً والمناطق التابعة التي لا تزال التقاليد القديمة قائمة .
ولا يمكن رسم صورة موحدة للوضع الثقافي والاقتصادي والسياسي للمنطقة، حتى في أبعد الطرق. الاختلافات كبيرة للغاية، ولا توجد تنمية مشتركة. الاستثناء الوحيد هنا هو أنه في المنطقة الثقافية البولينيزية بأكملها في السنوات الأخيرة، بدأت العودة إلى القيم الثقافية المشتركة السابقة وأساليب التفكير بين السكان الأصليين. وتزداد أهمية هذه الحركة في جميع أنحاء بولينيزيا، ولكن هناك أيضًا توجد توجهات وأهداف محلية مختلفة تعتمد على الظروف المحلية الخاصة. ومن أجل الحصول على صورة أكثر شمولاً للتطور الاجتماعي والسياسي في بولينيزيا الحديث، يجب النظر إلى المناطق الفردية والأرخبيلات بشكل منفصل.

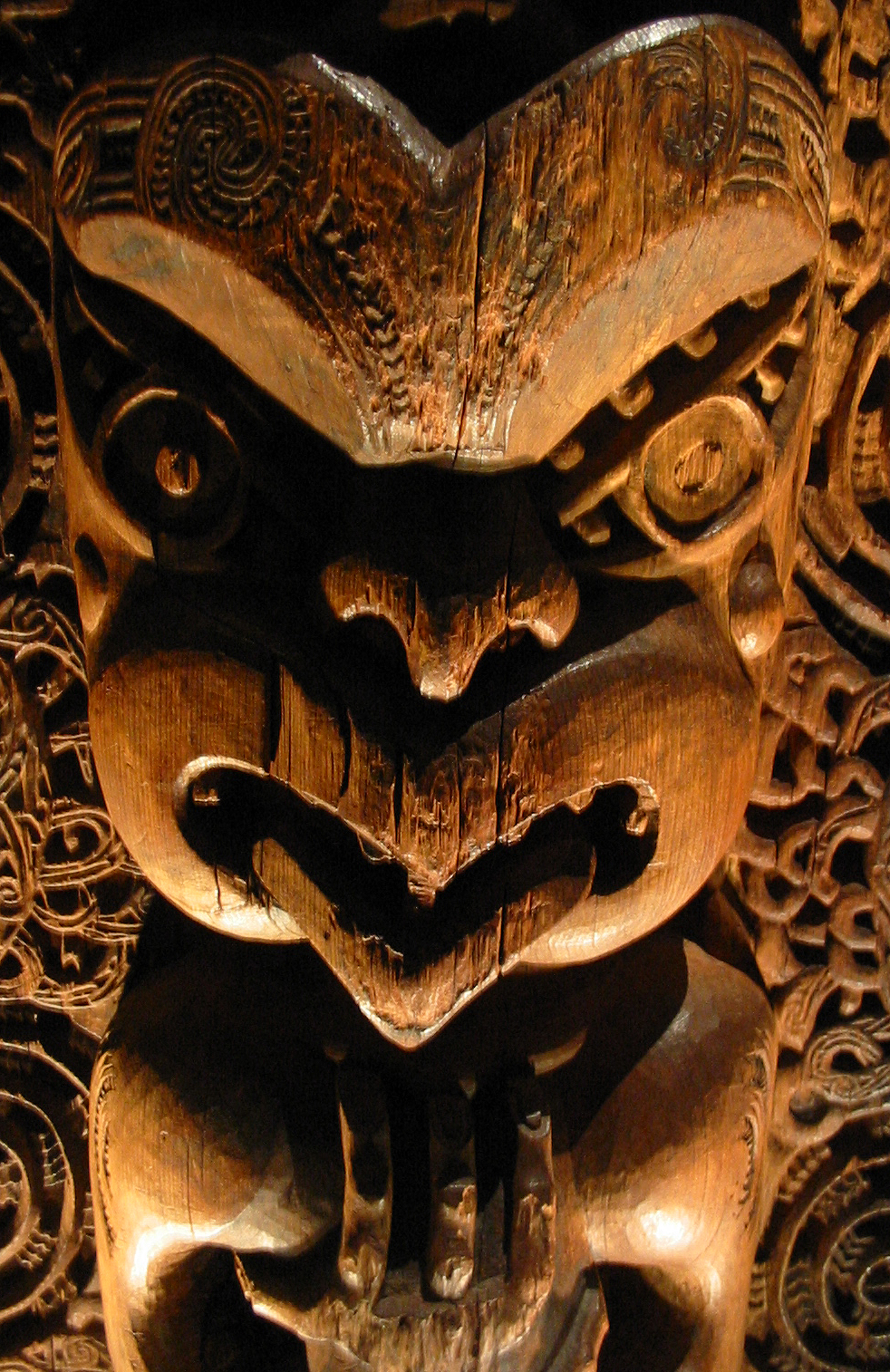

## الثقافة
على الرغم من أن العديد من الجزر البولينيزية مفصولة عن بعضها البعض بآلاف الكيلومترات من البحر المفتوح، وكان الاتصال المتبادل بين سكان الأرخبيل غالبًا ما تنقطع لعدة قرون، إلا أن الأرخبيل يعتبر منطقة ثقافية. ويتضح ذلك في اللغات التي لديها أوجه الشبه كبيرة، وتشابه الهياكل الاجتماعية لأساليب ترتبط ارتباطا وثيقا في الزراعة، الحرف اليدوية، والتي يمكن العثور عليها في كل مكان في المنطقة. ومع ذلك، بفضل الفصل المكاني، طورت العديد من مجموعات الجزر فروعها الثقافية الخاصة بها داخل هذه المنطقة الثقافية.
وتنقسم إلى قسمين هما: المنطقة الغربية البولينيزية التي تشمل: تونغا، نييوي، ساموا.وكذلك المنطقة الثقافية في الشرق البولينيزية، والتي تمتد على مدى جزر كوك، تاهيتي، جزر تواموتو، ومن جزر هاواي إلى جزيرة الفصح.
وتلعب ثقافة الماوري في نيوزيلندا دورًا خاصًا في هذا السياق. وسارت ثقافة الماوري منذ ذلك الحين في طريقها الخاص في العديد من المجالات.

## الاقتصاد
باستثناء نيوزيلندا، تستمد غالبية جزر بولينيزيا المستقلة الكثير من دخلها من المساعدات الأجنبية والتحويلات المالية من أولئك الذين يعيشون في بلدان أخرى. ويشجع البعض شبابهم على الذهاب حيث يمكنهم كسب أموال جيدة لتحويلها إلى أقاربهم المقيمين في بولنيزيا. والعديد من المواقع البولينيزية، مثل جزيرة القيامة، تكمل هذا بالدخل السياحي.

## صور

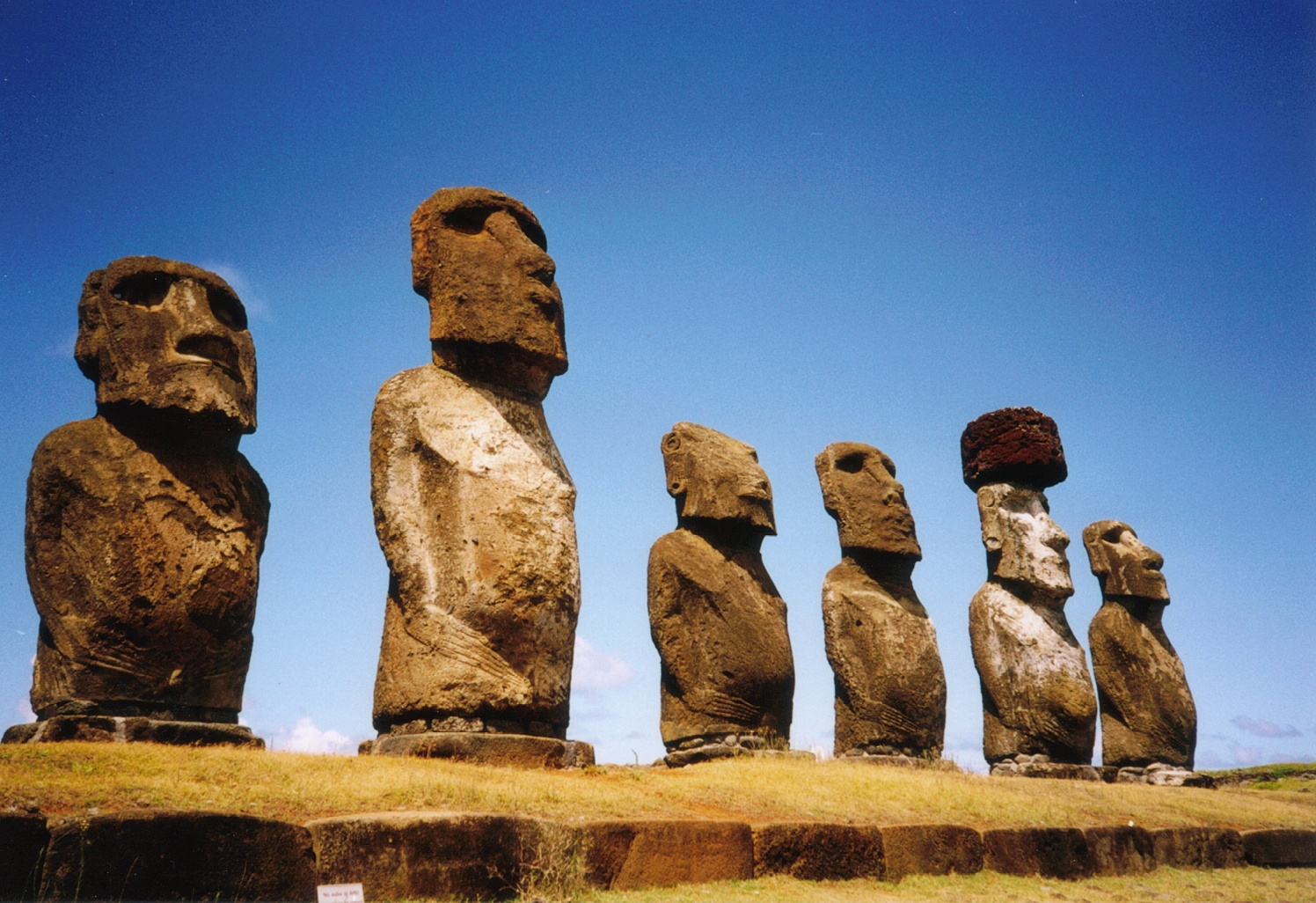
تماثيل جزيرة القيامة
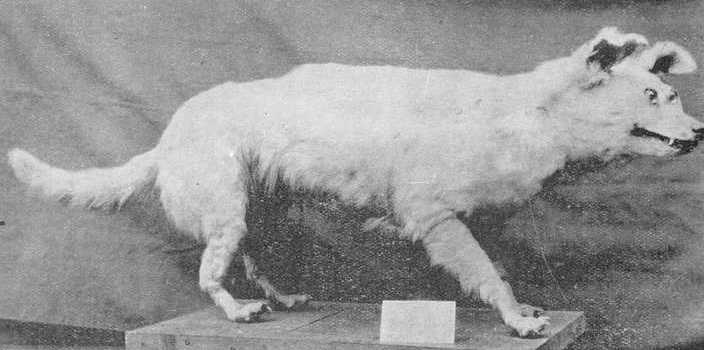
سُلَالَةُ الكِلَابِ المُنْقَرِضَة كيوري، التي عاشَت في بولنيزيا